# Hildenbrandia
Ne doit être confondu ni avec le genre de plantes Hildebrandtia, ni avec le genre d'amphibiens Hildebrandtia.
Genre
Hildenbrandia est un genre d’algues rouges de la famille des Hildenbrandiaceae.

## Étymologie
Le nom rend hommage au médecin et botaniste autrichien Franz Xaver von Hildenbrand (1789-1849).

## Liste d'espèces
Selon AlgaeBase (7 mai 2020) :
- Hildenbrandia angolensis Welwitsch ex West & G.S.West
- Hildenbrandia arracana Zeller
- Hildenbrandia crouaniorum J.Agardh
- Hildenbrandia cuprea (Hansgirg) Caisová & J.Kopecký
- Hildenbrandia dawsonii (Ardré) Hollenberg
- Hildenbrandia deusta (C.Agardh) Kützing P
- Hildenbrandia expansa Dickie
- Hildenbrandia galapagensis Setchell & N.L.Gardner
- Hildenbrandia japananensis F.Nan et al.
- Hildenbrandia jigongshanensis Nan & Xie
- Hildenbrandia kerguelensis (Askenasy) Y.M.Chamberlain
- Hildenbrandia lecannellieri Hariot
- Hildenbrandia occidentalis Setchell
- Hildenbrandia pachythallos Dickinson
- Hildenbrandia patula H.B.S.Womersley
- Hildenbrandia ramanaginae M.Khan
- Hildenbrandia rivularis (Liebmann) J.Agardh
- Hildenbrandia rubra (Sommerfelt) Meneghini
- Hildenbrandia sanjuanensis Hollenberg

Selon World Register of Marine Species (7 mai 2020) :
- Hildenbrandia angolensis Welwitsch ex West & G.S.West, 1897
- Hildenbrandia arracana Zeller, 1873
- Hildenbrandia crouaniorum J.Agardh, 1851
- Hildenbrandia cuprea (Hansgirg) Caisová & Kopecký, 2008
- Hildenbrandia dawsonii (Ardré) Hollenberg, 1971
- Hildenbrandia deusta (C.Agardh) Kützing
- Hildenbrandia expansa Dickie, 1874
- Hildenbrandia galapagensis Setchell & N.L.Gardner, 1937
- Hildenbrandia jigongshanensis Nan & Xie, 2017
- Hildenbrandia kerguelensis (Askenasy) Y.M.Chamberlain, 1962
- Hildenbrandia lecannellieri Hariot, 1887
- Hildenbrandia occidentalis Setchell, 1917
- Hildenbrandia pachythallos Dickinson, 1937
- Hildenbrandia patula H.B.S.Womersley, 1996
- Hildenbrandia ramanaginaii M.Khan, 1974
- Hildenbrandia rivularis (Liebmann) J.Agardh, 1851
- Hildenbrandia rubra (Sommerfelt) Meneghini, 1841
- Hildenbrandia sanjuanensis Hollenberg, 1970